# Hellas Verona F.C.
Hellas Verona F.C. er en italiensk fodboldklub grundlagt i 1903, hjemmehørende i Verona, der med Preben Elkjær på holdet sikrede sig mesterskabet i 1984/85.
I de første år spillede klubben blot under navnet Hellas, men i 1919, da fodbolden i Italien kom i gang igen efter Første Verdenskrig, fusionerede man med bysbørnene i klubben Verona og blev til Hellas Verona. Klubben var op gennem 1920'erne blandt de bedste i norditalien, men man fik ikke etableret sig på højeste niveau, da den bedste række, Serie A, blev landsdækkende i 1929.
Bortset fra en enkelt sæson, 1957/58, skulle man frem til 1968, før Hellas Verona endelig rykkede op i Serie A. Oprykningen, der skete med den tidligere svenske stjernespiller Nils Liedholm som træner, indvarslede en periode på mere end 20 år, hvor klubben med få afbrydelser lå i Serie A. I 1976 kom klubben i sin første pokalfinale, som man dog tabte 4-0 til Napoli.
I 1985 oplevede Hellas Verona så den største triumf i klubbens historie, da man for hidtil eneste gang vandt det italienske mesterskab, Lo Scudetto. Med klubbens egen tidligere spiller, Osvaldo Bagnoli, på bænken og spillere som Preben Elkjær, Hans-Peter Briegel, Giuseppe Galderisi, Pietro Fanna og Antonio di Gennaro vandt man det måske mest overraskende italiensk mesterskab nogensinde. Det var i en kamp mod Juventus i sæsonen 1984/85, at Preben Elkjær scorede efter at have mistet støvlen i en tackling udenfor feltet.
Efter mesterskabsæsonen kunne Hellas Verona ikke følge resultatmæssigt med hold som Milan, Inter og Napoli. Bagnoli fortsatte som træner frem til 1990, men holdet var ikke længere det samme. Gennem det meste af 1990'erne lå klubben i Serie B, før man omkring år 2000 med bl.a. Martin Laursen, Adrian Mutu, Mauro Camaronesi og Massimo Oddo oplevede et comeback i den bedste række. Herefter gik det imidlertid hurtigt ned ad bakke. I 2008 var man i fare for at rykke ud af den tredjebedste række, Serie C1, da man blev nummer 17 og måtte ud i en nedrykningskamp mod Pro Patria. Den dårligste placering i klubbens historie.
Nedturen blev vendt, og Hellas Verona rykkede op i Serie A i sæsonen 2012/13 efter 11 års fravær. Her fik man chancen for at genoptage derbykampene, Derby della Scala, mod lokalrivalerne fra Chievo Verona, der i mellemtiden havde etableret sig i den bedste række. Blandt spillerne fandt man da den aldrende verdensmester Luca Toni, der i Verona fandt sin anden ungdom og scorede 48 Serie A mål over tre sæsoner.
Hellas Verona deler Stadio Marc'Antonio Bentegodi med Chievo. Hellas har normalt flere tilskuere end Chievo, selvom Chievo siden årtusindskiftet har haft de bedste resultater.

## Danske spillere
- Preben Elkjær Larsen, 1984-1988, 91 kampe, 32 mål
- Martin Laursen, 1998-2001, 58 kampe, 3 mål
- Frederik Sørensen, 2014-2015, 10 kampe, 0 mål
- Martin Frese, 2024-

## Titler
Serie A (1): 1985
Serie B (3): 1957, 1982, 1999
Serie C (1): 1943
| Fodbold | Spire Denne artikel om en fodboldklub er en spire som bør udbygges. Du er velkommen til at hjælpe Wikipedia ved at udvide den. |